# 清水時彦
清水 時彦（しみず ときひこ）は、日本の厚生労働官僚、年金数理人。JPインベストメント代表取締役社長や、東京工業大学大学院イノベーションマネジメント研究科客員教授、東京理科大学先端金融技術研究チーム客員教授等を歴任した。

## 人物・経歴
1987年上智大学理工学部数学科卒業、厚生省入省。厚生年金基金連合会数理課長、厚生省年金局企業年金課基金数理室室長補佐等を経て、年金積立金管理運用独立行政法人調査室長として、ポートフォリオの策定にあたるなどした。年金積立金管理運用独立行政法人投資戦略部長、厚生労働省年金局調査室長を経て、2015年ゆうちょ銀行プライベートエクイティ投資部長、東京工業大学大学院イノベーションマネジメント研究科ファイナンス分野客員教授。2016年ゆうちょ銀行市場部門執行役員、東京理科大学先端金融技術研究チーム客員教授。2017年ゆうちょ銀行市場部門常務執行役員。2018年からJPインベストメント代表取締役社長を務め、第1号ファンドの設立にあたるなどした。この間、早稲田大学大学院会計研究科講師等も務めた。2019年ゆうちょ銀行常務執行役員営業部門地域金融法人部担当兼地方創生・リレーション総合推進本部長。2020年Fiducia創業・代表取締役。